# Gyűrűsfarkú mongúz

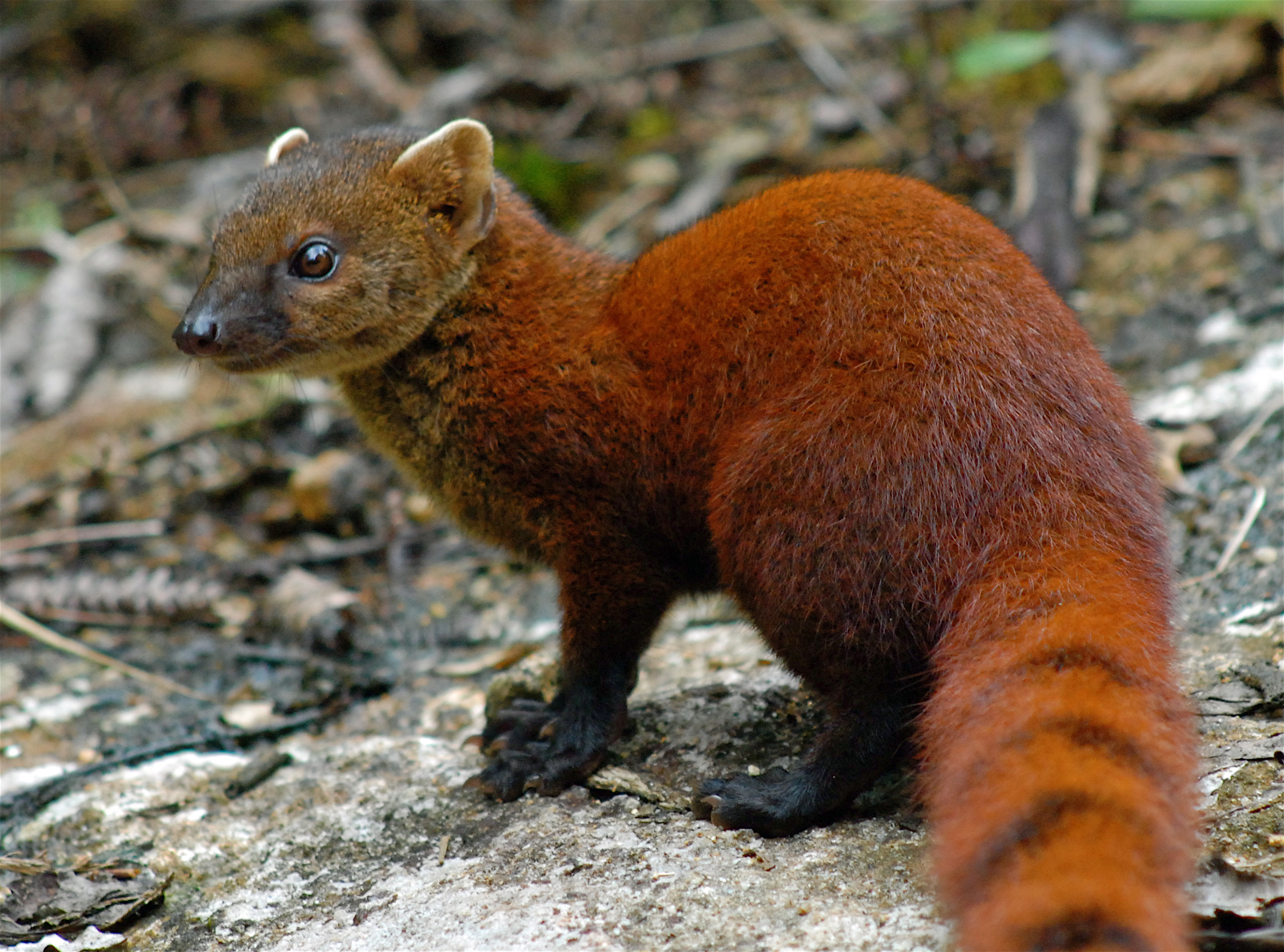

A gyűrűsfarkú mongúz az emlősök (Mammalia) osztályába, a ragadozók (Carnivora) rendjébe és a  madagaszkári cibetmacskafélék (Eupleridae) családjába tartozó Galidia nem egyetlen faja.

## Elterjedése
A gyűrűsfarkú mongúz úgy mint az összes madagaszkári cibetmacskaféle Madagaszkáron él.
A szigetország keleti, északi és nyugati felén széles körben elterjedt faj. A Madagaszkáron élő mongúzfajok közül ennek a fajnak a legnagyobb az elterjedési területe.
Sokféle környezetben előfordul, a keleti partvidéki esőerdőktől kezdve egészen a sziget nyugati részén található száraz erdőkig. A tengerszinttől kezdve a hegyvidékeken egészen 1950 méteres magasságig előfordul.

## Megjelenése
Mint minden madagaszkári mongúzfajnak, teste zömök, vékony, feje hegyes, farka hosszú.
Testhossza 30-38 centiméter, farokhossza 26-29 centiméter, súlya 650-960 gramm. A hímek valamivel nagyobb termetűek, mint a nőstények.
A gyűrűsfarkú mongúznak sűrű puha szőrzete van a hátán. A fején vörösbarna, a mellkasán szinte fehér a szőrzete. Rövid, kerek füleinek hegye fehér.
Farkának hosszú szőrét sötét gyűrűk tarkítják. Az 5-7 széles gyűrű farkának felső kétharmadán látható.
Lábai viszonylag hosszúak és feketék. Ujjai rövidek.

## Életmódja
Elsősorban nappal aktív faj. Aktivitási csúcsai a kora reggeli órákban és késő délután vannak.
Bár kitűnően mászik többnyire mégis a talajszinten tartózkodik. Jól úszik is, ha szükséges.
Pihenésre saját maga ásta üregekbe, sziklaodúkba, vagy kidőlt fák alá húzódik. Nap közbeni és éjszakai pihenőhelyeit gyakran váltogatja, a paraziták elkerülése miatt és hogy jellegzetes szaga miatt ellenségei ne találjanak rá.
Mint a mongúzfajok többsége ez a faj is elég szociális. Kisebb családi csoportokban él, melyek egy kifejlett párból és utódaikból áll. 
Egy-egy család territóriuma nagyjából 20-25 hektáron terül el. A birtok határait a család tagjai illatanyagaikkal jelölik. 
Az idegenekkel, elsősorban a kifejlett hímekkel szemben a csapat tagjai elég agresszívan lépnek fel.

## Táplálkozása

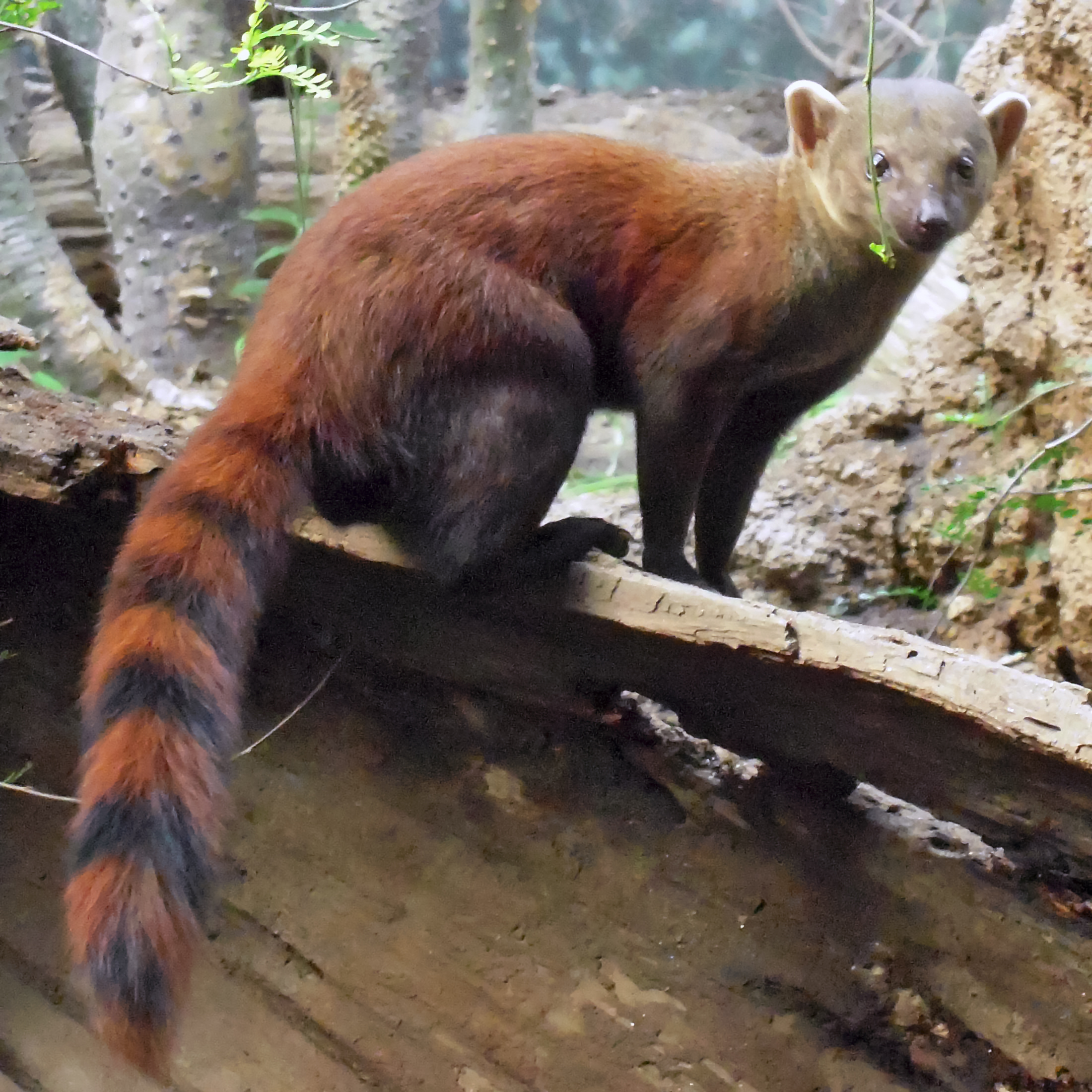

A gyűrűsfarkú mongúz kisebb emlősökre (főleg tanrekekre)  vadászik, a fészkekből madártojásokat rabol, de megeszi a gyíkokat, kétéltűeket, apróbb hüllőket és számos rovarfajt is üldözőbe vesz.
Táplálékának java részét a talajból ássa ki. Ezen kívül vizek partján kószál és ha valami élelemnek alkalmasra talál, akkor villámgyorsan lecsap rá, olykor a víz alá is lebukva.
Madártojások és fiókák után kutatva felmászik a fák koronájába is.

## Szaporodása
Párosodási időszaka július és november között van, a sziget különböző pontjain eltérő időszakban. A nőstény 75 napos vemhesség után egyetlen utódot hoz a világra. Az utód 40-50 grammot nyom világra jöttekor és teljesen szőrös. Szeme csak négy napos korában nyílik ki és két hetes korában kezd először járni. A fiatal mongúz 2-2,5 hónapos korára lesz kifejlett méretű. Még további egy évig azonban családjával marad. Nagyjából kétéves korában elhagyja csoportját és kóborolni kezd. Miután rátalál egy ellenkező nemű fiatal állatra párba állnak és keresnek egy üres territóriumot, melyek azután többnyire egész életükön át használnak.
Egy fogságban élt egyed 24 évig élt, a szabadban feltehetően nem él ilyen sokáig.

## Természetvédelmi helyzete
Elterjedési területének egy részén élőhelyeinek eltűnése (mezőgazdasági célú erdőirtás) és a szigetre betelepített emlős ragadozók (házi macskák és  kis cibetmacskák (Viverricula indica)) miatt egyedszáma lecsökkent. Néhol vadásznak is rá a parasztok.
Mindezek ellenére ma még sokfelé előfordul a szigeten. Ezért a Természetvédelmi Világszövetség jelenleg a „nem veszélyeztetett” kategóriába sorolja.

## Fordítás
- Ez a szócikk részben vagy egészben  a   Ringelschwanzmungo című német Wikipédia-szócikk ezen változatának fordításán alapul.  Az eredeti cikk szerkesztőit annak laptörténete sorolja fel. Ez a jelzés csupán a megfogalmazás eredetét és a szerzői jogokat jelzi, nem szolgál a cikkben szereplő információk forrásmegjelöléseként.

## Külső hivatkozások
- A faj szerepel a Természetvédelmi Világszövetség Vörös Listáján. IUCN. (Hozzáférés: 2009. október 9.)
- A faj adatlapja az Animal Divesity weboldalán (angol)